# Isaac Martínez Chuquizana
Isaac Circuncisión Martínez Chuquizana MSA (ur. 1 stycznia 1954 w Huarochirí) – peruwiański duchowny katolicki, biskup Cajamarca od 2021.

## Życiorys

### Prezbiterat
Święcenia kapłańskie przyjął 1 maja 1979 w Towarzystwie Kleryckim misjonarzy Świętych Apostołów. Był m.in. rektorem seminarium Towarzystwa w Peru, radnym, sekretarzem i przełożonym generalnym zgromadzenia, delegatem dla kilku krajów azjatyckich i afrykańskich oraz kierownikiem formacji w delegaturze peruwiańsko-brazylijskiej Towarzystwa.

### Episkopat
23 października 2021 papież Franciszek mianował go biskupem diecezji Cajamarca. Sakry udzielił mu 7 grudnia 2021 nuncjusz apostolski w Peru – arcybiskup Nicola Girasoli.